# XV Festival olimpico invernale della gioventù europea
Il XV Festival olimpico invernale della gioventù europea è stata la quindicesima edizione della manifestazione multisportiva giovanile organizzata dai Comitati Olimpici Europei e si è svolta dal 20 al 25 marzo 2022 a Vuokatti, in Finlandia.
L'evento sportivo era stato originariamente calendarizzato dal 6 al 13 febbraio 2021, ma è stato posticipato per due volte a causa dell'emergenza sanitaria determinata dall'insorgere della pandemia di Covid-19, prima dall'11 al 18 dicembre 2021, poi una seconda volta dal 20 al 25 marzo 2022. Il torneo maschile di hockey si è comunque svolto dal 12 al 17 dicembre 2021.

## Discipline
Il programma prevede competizioni in 9 discipline:
| Disciplina            | Maschile | Femminile | Misti | Totali |
| --------------------- | -------- | --------- | ----- | ------ |
| Biathlon              | 2        | 2         | 1     | 5      |
| Combinata nordica     | 1        | 1         | 1     | 3      |
| Hockey su ghiaccio    | 1        | 1         | 0     | 2      |
| Pattinaggio di figura | 1        | 1         | 0     | 2      |
| Salto con gli sci     | 2        | 1         | 1     | 4      |
| Sci alpino            | 2        | 2         | 1     | 5      |
| Sci di fondo          | 3        | 3         | 1     | 7      |
| Short track           | 3        | 3         | 1     | 7      |
| Snowboard             | 2        | 2         | 0     | 4      |
| Totale (9 discipline) | 17       | 16        | 6     | 39     |

## Programma
Il programma del XV Festival olimpico invernale della gioventù europea è il seguente:
| CA | Cerimonia d'apertura | 1 | Finali | CC | Cerimonia di chiusura | ● | Eventi di gara |

| Marzo                 | 20 Dom | 21 Lun | 22 Mar | 23 Mer | 24 Gio | 25 Ven | Eventi |
| --------------------- | ------ | ------ | ------ | ------ | ------ | ------ | ------ |
| Cerimonie             | CA     |        |        |        |        | CC     |        |
| Sci alpino            |        |        | 2      | ●      | 1      | 2      | 5      |
| Biathlon              |        |        | 2      |        | 2      | 1      | 5      |
| Sci di fondo          |        | 2      | 2      |        | 2      | 1      | 7      |
| Pattinaggio di figura |        |        |        | ●      | 2      |        | 2      |
| Hockey su ghiaccio    |        | ●      | ●      | ●      | ●      | 1      | 2      |
| Combinata nordica     |        |        | 1      | 1      |        | 1      | 3      |
| Short track           |        | 2      | 2      |        |        | 3      | 7      |
| Salto con gli sci     |        |        |        | 1      | 2      | 1      | 4      |
| Snowboard             |        |        | ●      | 2      | ●      | 2      | 4      |
| Totale eventi         | 0      | 4      | 9      | 4      | 9      | 12     | 39     |
| Totale                | 1      | 5      | 14     | 18     | 27     | 39     | 39     |
| Marzo                 | 20 Dom | 21 Lun | 22 Mar | 23 Mer | 24 Gio | 25 Ven | Eventi |

## Medagliere
| Pos.   | Paese       | Oro | Argento | Bronzo | Totale |
| ------ | ----------- | --- | ------- | ------ | ------ |
| 1.     | Finlandia   | 6   | 4       | 4      | 14     |
| 2.     | Italia      | 5   | 8       | 7      | 20     |
| 3.     | Austria     | 5   | 3       | 2      | 10     |
| 4.     | Svezia      | 4   | 5       | 4      | 13     |
| 5.     | Francia     | 4   | 1       | 6      | 11     |
| 6.     | Paesi Bassi | 4   | 0       | 2      | 6      |
| 7.     | Rep. Ceca   | 3   | 4       | 0      | 7      |
| 8.     | Slovenia    | 3   | 1       | 1      | 5      |
| 9.     | Ungheria    | 1   | 4       | 0      | 5      |
| 10.    | Norvegia    | 1   | 2       | 0      | 3      |
| 11.    | Croazia     | 1   | 0       | 0      | 1      |
| 11.    | Estonia     | 1   | 0       | 0      | 1      |
| 11.    | Lettonia    | 1   | 0       | 0      | 1      |
| 14.    | Polonia     | 0   | 3       | 2      | 5      |
| 15.    | Svizzera    | 0   | 2       | 5      | 7      |
| 16.    | Germania    | 0   | 1       | 3      | 4      |
| 17.    | Bielorussia | 0   | 1       | 0      | 1      |
| 18.    | Slovacchia  | 0   | 0       | 2      | 2      |
| 19.    | Russia      | 0   | 0       | 1      | 21     |
| Totale | Totale      | 39  | 39      | 39     | 117    |

## Comitati olimpici partecipanti
Il 28 febbraio 2022, il CIO ha chiesto che gli atleti russi e bielorussi non possano partecipare alla competizione a causa dell'invasione russa dell'Ucraina. Il 2 marzo 2022, seguendo una raccomandazione del Comitato olimpico internazionale (CIO), il Comitato esecutivo dell'EOC ha sospeso la partecipazione di Bielorussia e Russia dalla competizione.  L'11 marzo 2022 il Comitato olimpico russo ha impugnato la decisione del Comitato esecutivo dell'EOC avanti al Tribunale Arbitrale dello Sport (TAS).
- Albania
- Andorra
- Armenia
- Austria
- Belgio
- Bosnia ed Erzegovina
- Bulgaria
- Croazia
- Cipro
- Rep. Ceca
- Danimarca
- Estonia
- Finlandia
- Francia
- Georgia
- Germania
- Gran Bretagna
- Grecia
- Ungheria
- Islanda
- Irlanda
- Israele
- Italia
- Kosovo
- Lettonia
- Liechtenstein
- Lituania
- Lussemburgo
- Moldavia
- Monaco
- Montenegro
- Paesi Bassi
- Macedonia del Nord
- Norvegia
- Polonia
- Portogallo
- Romania
- San Marino
- Serbia
- Slovacchia
- Slovenia
- Spagna
- Svezia
- Svizzera
- Turchia
- Ucraina

Partecipanti sospesi:
- Bielorussia
- Russia